# Piotr Domalewski
Piotr Domalewski (ur. 17 kwietnia 1983 w Łomży) – polski aktor teatralny i filmowy, reżyser i scenarzysta.

## Życiorys
Absolwent I Liceum Ogólnokształcącego w Łomży. Absolwent Wydziału Aktorskiego PWST w Krakowie (2009) oraz reżyserii na Wydziale Radia i Telewizji Uniwersytetu Śląskiego w Katowicach (2013). Laureat „Złotych Lwów” – Wielkiej Nagrody 42. Festiwalu Polskich Filmów Fabularnych w Gdyni 2017 oraz pięciu indywidualnych Polskich Nagród Filmowych 2018 za film Cicha noc.

## Filmografia

### Obsada aktorska
- 2009–2012: Barwy szczęścia – Szymon
- 2010: Usta usta – Arek Wojtas
- 2010: Czas honoru – cichociemny Marian
- 2011: Prosto w serce – paparazzo
- 2011: 80 milionów – SB-ek
- 2011: Klajmax – student Tomek
- 2013: Przepis na życie – lekarz Wiktor, przyjaciel Tadeusza
- 2013: Prawo Agaty – syn Barwickiego
- 2013: Hotel 52 – Knapik
- 2015: Przyjaciółki – jubiler
- 2015: Ojciec Mateusz – Czarek Ruberski, brat Mirka
- 2015: Komisarz Alex – paparazzo
- 2015 Demon – wodzirej
- 2015–2016: Historia Roja – Ildefons Żbikowski „Tygrys”
- 2016: Druga szansa – fotograf na castingu
- 2021: Sexify – „penis” na targach „SExpo”

### Scenariusz i reżyseria filmów fabularnych
- 2017: Cicha noc
- 2017: 60 kilo niczego (krótki metraż)
- 2020: Jak najdalej stąd (2020)
- 2021: Hiacynt (reżyseria)
- 2025: Wzgórze psów[4]

## Nagrody
- 2014 – Grand Prix Ogólnopolskiego Festiwalu Filmów Niezależnych w Koninie za etiudę Obcy
- 2014 – Nagroda im. Jacka Woszczerowicza na 54. Kaliskich Spotkaniach Teatralnych
- 2017 – Nagroda Dziennikarzy na Koszalińskim Festiwalu Debiutów Filmowych „Młodzi i Film” za film krótkometrażowy 60 kilo niczego
- 2017 – „Złote Lwy” – Wielka Nagroda 42. Festiwalu Polskich Filmów Fabularnych w Gdyni 2017 za film Cicha noc
- 2018 – Polska Nagroda Filmowa w kategorii: Najlepszy film (Cicha noc)
- 2018 – Polska Nagroda Filmowa w kategorii: Najlepsza reżyseria (Cicha noc)
- 2018 – Polska Nagroda Filmowa w kategorii: Najlepszy scenariusz (Cicha noc)
- 2018 – Polska Nagroda Filmowa w kategorii: Odkrycie roku (Cicha noc)
- 2018 – Polska Nagroda Filmowa: Nagroda Publiczności (Cicha noc)